# Perun

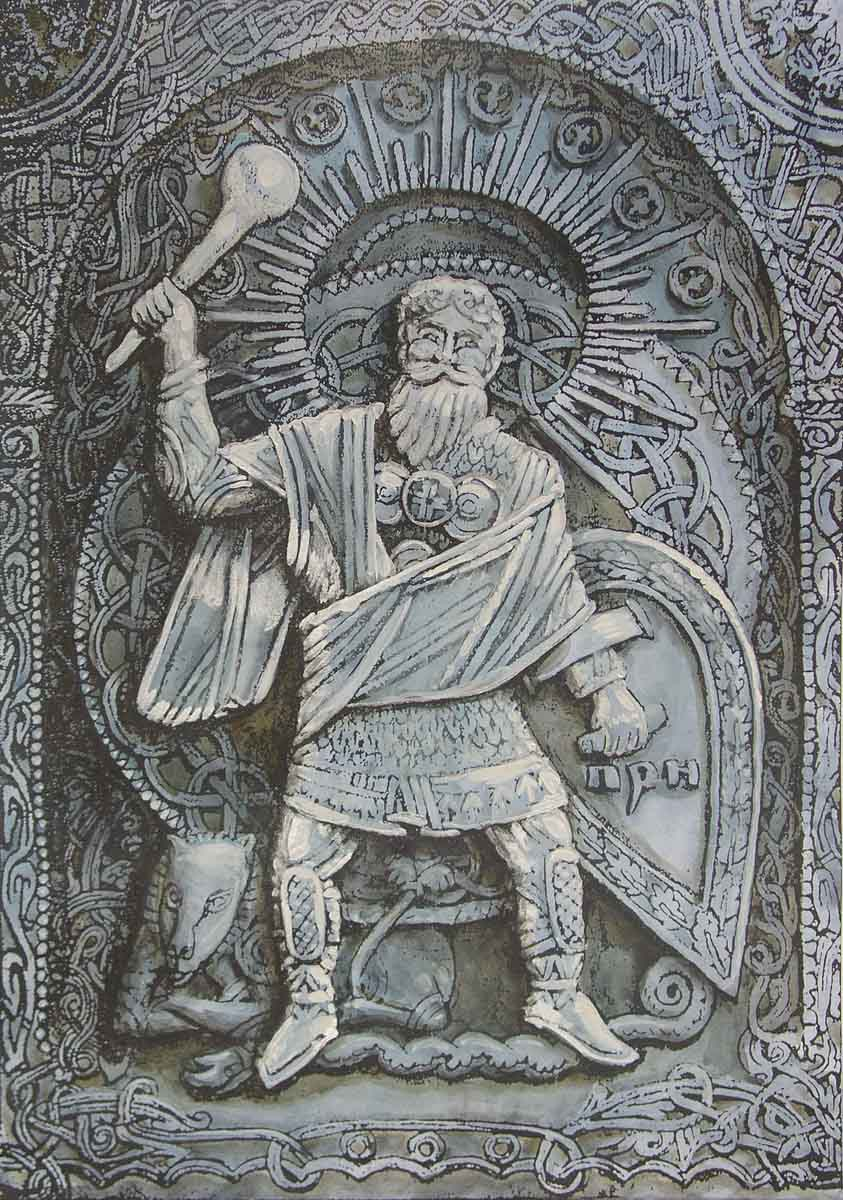
Perun. Das Werk des zeitgenössischen Malers M. Presnjakow (1998).

Perun ist der oberste Gott der slawischen Mythologie. Er ist der Gott des Gewitters, des Donners und der Blitze. Zu seinen Symbolen zählen die Schwertlilie, die Axt und die Eiche.
Sein Name leitet sich aus der Wurzel per- (schlagen) und der verstärkenden Endung -un ab und bedeutet demnach „Der stark Schlagende“. Die älteste schriftliche Überlieferung stammt aus dem 6. Jahrhundert: Prokopios von Caesarea berichtet von einem Donnergott, den die Slawen als einzige Gottheit verehren und dem sie Tieropfer darbringen. Er nennt jedoch keinen Namen. Erstmals namentlich erwähnt wird Perun als Pyrenos in einer Vita des Demetrios von Thessaloniki aus dem 7. Jahrhundert, wo er mit einem Orakelspruch in Verbindung gebracht wird. Eine weitere, bulgarische Schreibweise aus dem 10. Jahrhundert lautet Porun. Bei den Balten ist sein Name als Perkunas überliefert.
Die umfangreichste Dokumentation in schriftlichen Quellen stammt aus dem ostslawischen Bereich: Die Nestorchronik nennt Perun als göttlichen Bürgen für die Verträge der Kiewer Rus mit dem Byzantinischen Reich in den Jahren 907, 912, 945 und 971. Im Jahr 980 ließ ihm Fürst Wladimir I. in Kiew ein Holzidol mit silbernem Kopf und goldenem Bart errichten, ein weiteres Standbild entstand zeitgleich in Nowgorod. Doch bereits 988/989 wurden beide Idole im Zuge der Christianisierung zerstört. Die Verehrung des Donnergottes ist im Volksglauben aber bis weit in die Neuzeit, bei den Bulgaren bis in das 18. Jahrhundert nachweisbar.
Im vorchristlichen Land der Südslawen wird Perun als einzige Gottheit neben Dajbog erwähnt. Er ist der Gott des Himmels und der Hauptgott der heidnischen Südslawen, und sein Name darf nicht ausgesprochen werden. Nur in äußersten Notfällen darf er gerufen werden. Die Doppelherrschaft und möglicher Dualismus zwischen Perun, dem Gott des Himmels und der Höhe, und Dajbog, dem Gott der Sonne, der Toten und der Wölfe, wurde mit der Christianisierung der Slaven zum Dualismus zwischen dem christlichen Gott und dem Teufel umgedeutet.
Die Journalistin Andrea Jeska und der Fotograf Emilien Urbano berichten 2022, dass Kämpfer des ukrainischen Regiment Asow „den slawischen Kriegsgott Perun ehren“. Dabei dokumentieren sie ein Ritual: „Sie entzünden ein Feuer, bitten Perun um Segen für ihre Waffen und schwören, ihm keine Schande zu machen: nicht in der Schlacht und nicht im Leben. Als die Flammen heruntergebrannt sind, gehen sie mit nackten Füßen über die Glut.“